# 东北对囊蕨
东北对囊蕨（学名：Deparia pycnosora）也称东北蛾眉蕨，为蹄盖蕨科对囊蕨属下的一个种。